# Marie de Cotteblanche
Marie de Cotteblanche (née vers 1520, Paris - morte avant 1584) est une traductrice française.

## Biographie
Fille de Guy de Cotteblanche  avocat au parlement de Paris et de Catherine Hesseline, elle avait une sœur et un frère : Marguerite et Élie. Marie de Cotteblanche étudie les langues, la philosophie et les mathématiques. 
La lettre dédicatoire à ses Trois dialogues... est un témoignage de l'amitié qui la lie à Marguerite de Saluces, maréchale de Termes ainsi que des échanges intellectuels entre les deux femmes. On y apprend aussi que Madame de Saluces fut la professeure d'italien de Marie de Cotteblanche.

## Œuvres
En 1566 elle traduit de l'espagnol les Coloquios y Diálogos de Pedro Mexia, un humaniste castillan, sous le titre Trois dialogues de M. Pierre Messie, Touchant la nature du soleil, de la terre et de toutes les choses qui se font et apparaissent en l'air (Paris, Frédéric Morel, 1570) Lire en ligne (Université de Tours, bibliothèque de Blois)
L'épître dédicatoire présente ces dialogues comme traduits de l'italien et non de l'espagnol : la Cour de la Renaissance privilégiait l'italien, alors que l'espagnol était la langue de l'ennemi.  L'ouvrage est réimprimé 29 fois entre 1566 et 1643.

## Postérité
- Marie de Cotteblanche est mentionnée dans les Bibliothèques françaises de La Croix du Maine et Du Verdier en tant que « demoiselle parisienne, très docte en philosophie et mathématiques »[3].
- Son nom apparaît sur la Dinner-party ; une installation plastique de Judy Chicago